# Genoveva von Brabant

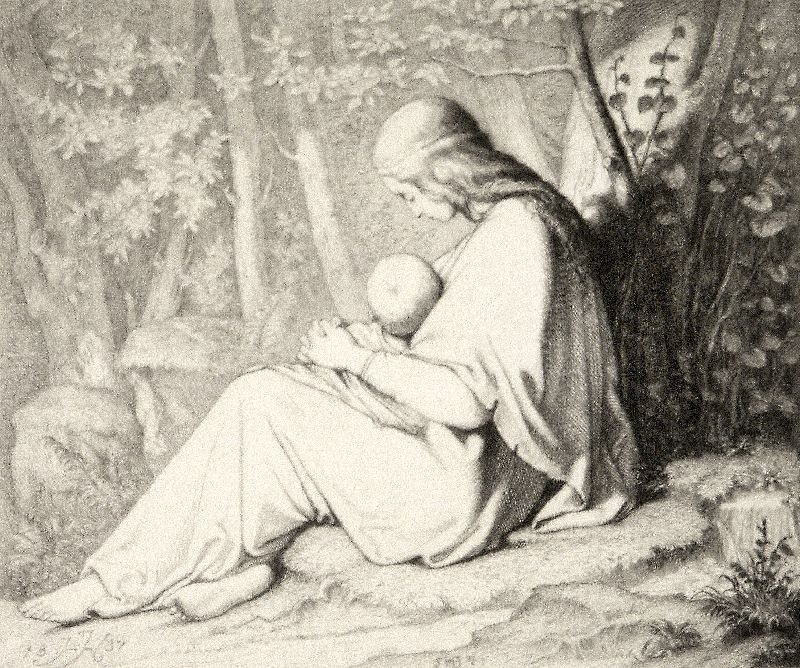
Genoveva (Radierung von Hugo Bürkner, 1854, nach einer Zeichnung von Julius Hübner, 1837)

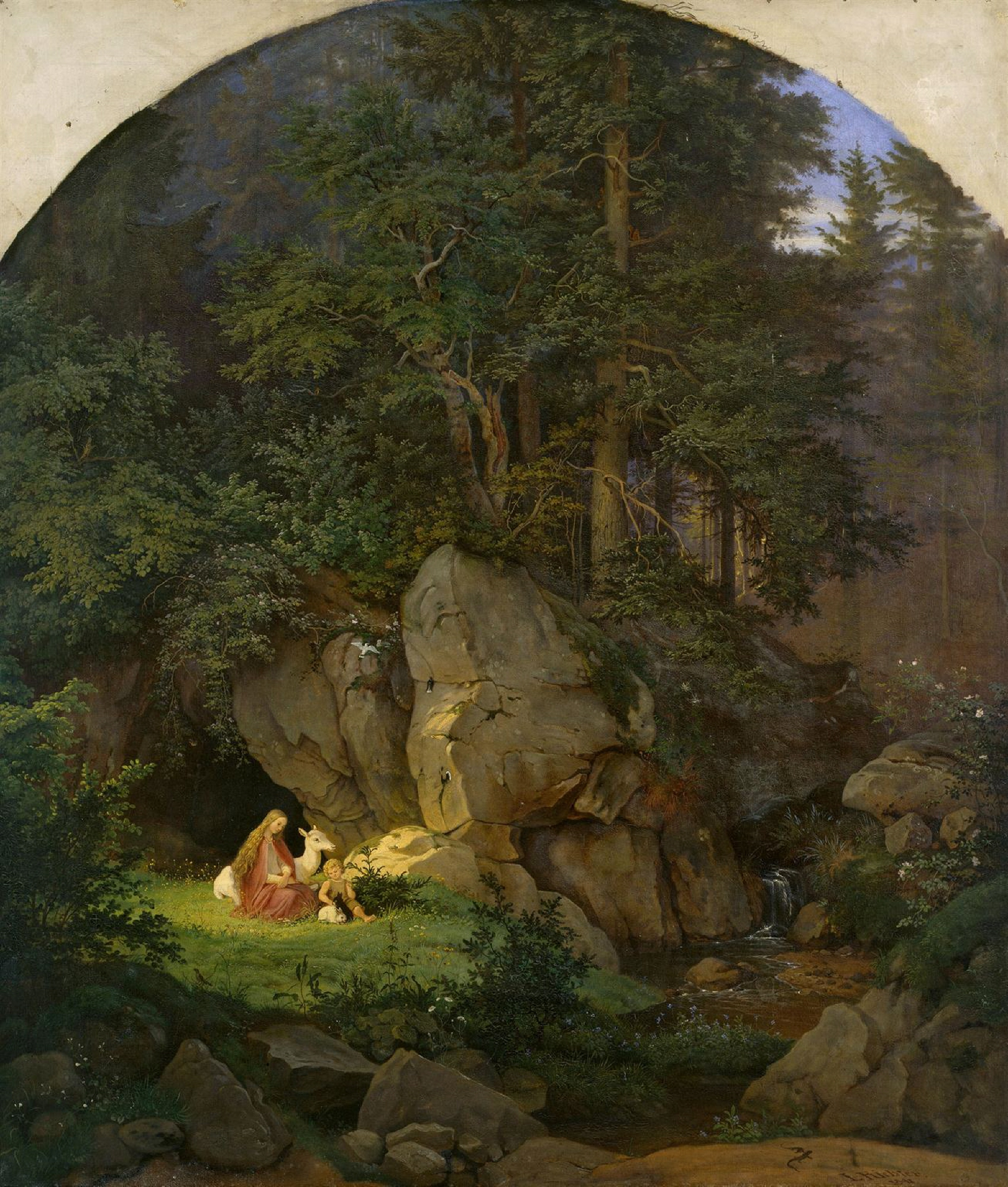
Genoveva in der Waldeinsamkeit, Gemälde von Adrian Ludwig Richter, 1841

Genoveva von Brabant (* der Legende nach um 730; † um 750), auch: Genovefa, ist der Überlieferung nach die Tochter eines Herzogs von Brabant und die Gemahlin eines Pfalzgrafen Siegfried. Dass es sie tatsächlich als historische Person gab, ist unwahrscheinlich. Die entsprechenden Schilderungen folgen in weiten Teilen immer wieder anzutreffenden Grundmotiven (Archetypen) und erscheinen so als über jahrhundertelange Erzähltradition entwickeltes Arrangement, wobei auch typische Namen für typische Charaktere auffallen. So stellt Siegfried den Grundtypus eines adligen Hausherrn der frühen deutschen Geschichte dar, während bei Genoveva das Motiv des Zwiespaltes zwischen „männlicher“ Gerechtigkeit und „weiblicher“ Rettung erkennbar ist, das auch in der Legende der Heiligen Genoveva vorliegt. Des Weiteren gibt es Hinweise, die die Entstehung der ersten Niederschrift der Erzählung ins Kloster Maria Laach des frühen 14. Jahrhunderts verlegen. Auffallend sind dabei z. B. auch Namensparallelen zur Gründungsgeschichte des Klosters im 11. und 12. Jahrhundert und eine Handlungsparallele zur Biographie Ludwigs des Strengen (13. Jh.).

## Inhalt der Sage
Als Pfalzgraf Siegfried (als Gefolgsmann des Königs, ggf. Karl Martells), in den Krieg zog, wurde Genoveva von Siegfrieds Statthalter Golo begehrt; sein Werben wurde von der treuen Genoveva verschmäht. Daraufhin beschuldigte er Genoveva des Ehebruchs mit einem Koch und verurteilte sie zum Tode. Vom Henker wurde sie jedoch verschont und freigelassen (Parallele zu Schneewittchen). Darauf lebte sie mit ihrem neugeborenen Sohn sechs Jahre lang in einer Höhle, in der die Gottesmutter Maria sie mittels einer Hirschkuh versorgte. Schließlich fand ihr Ehemann Siegfried, der stets an ihre Unschuld glaubte, aber Golos Entscheidung als Statthalter akzeptierte, sie wieder und errichtete zum Dank für Genovevas Errettung eine Wallfahrtskirche. Golo wurde nach Aufdeckung des wahren Verlaufs der Geschichte auf Geheiß Siegfrieds gevierteilt.

## Quellen, Autoren und Überlieferungen

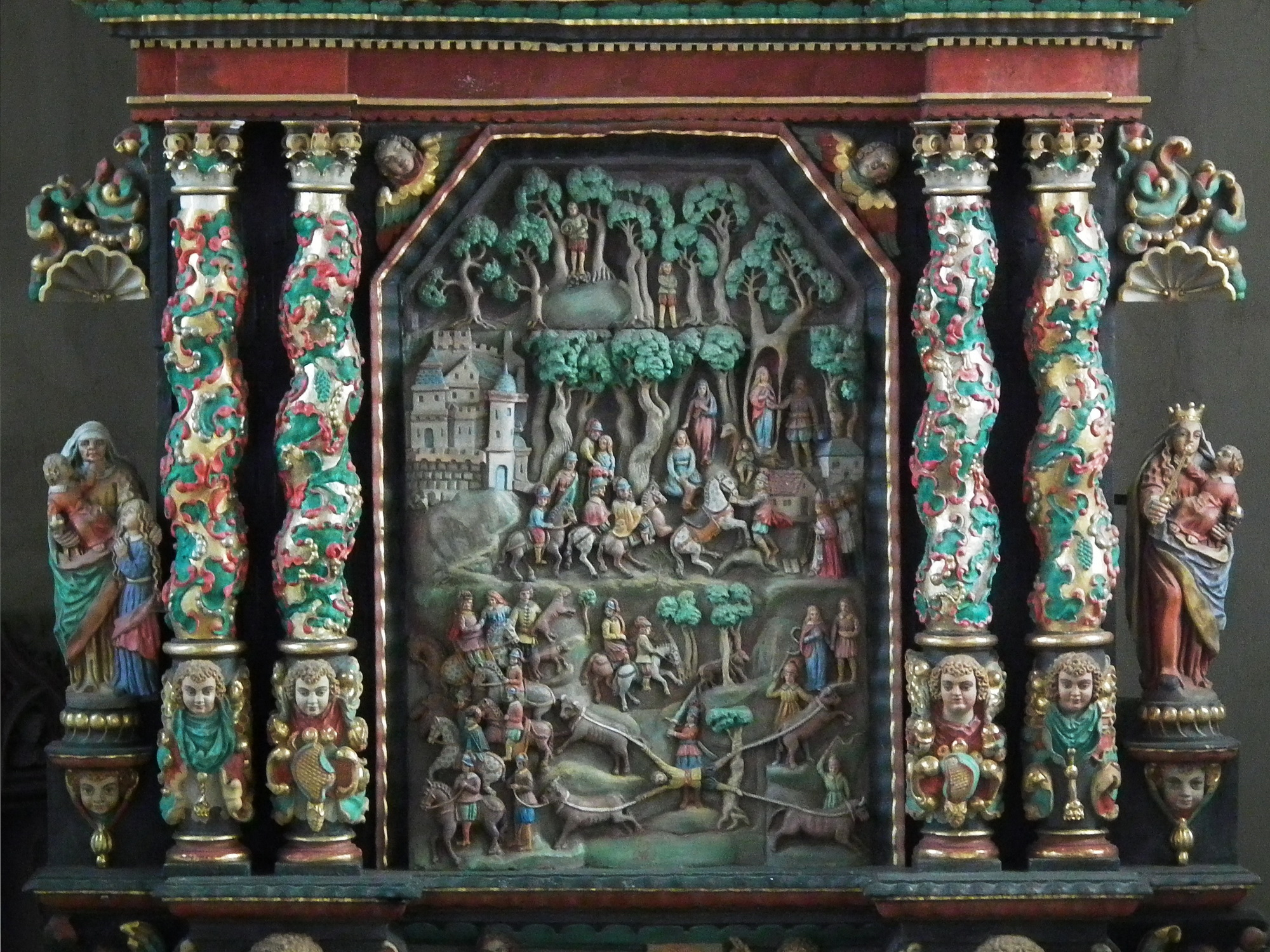
Altar der Fraukirch (17. Jahrhundert) mit Darstellung der Legende

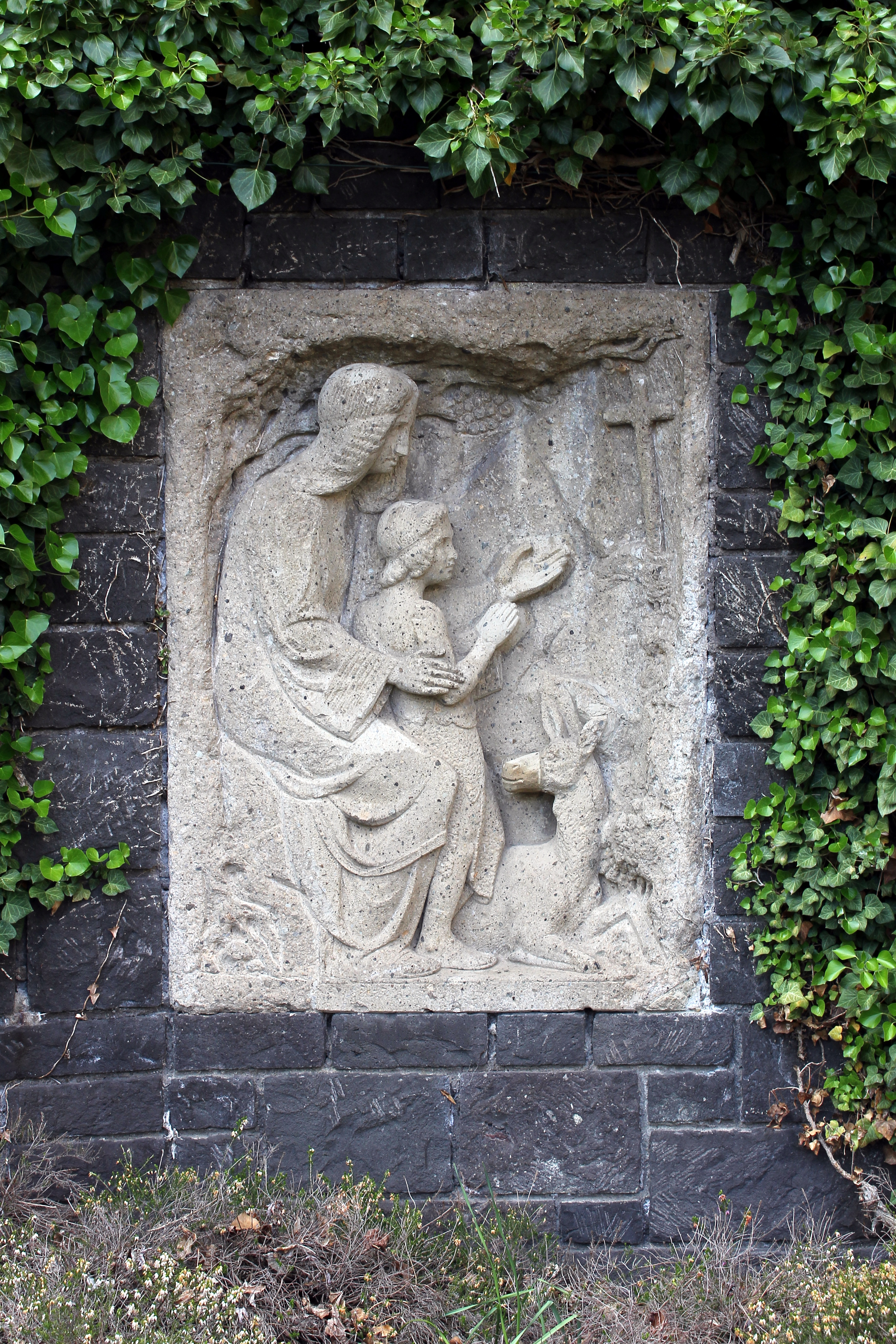
Genoveva mit Sohn, zu ihren Füßen die Hirschkuh; Relief von Reinhold Teutenberg in Maria Laach